# Палеолитическая диета
Палеолитическая диета (палеодиета, диета каменного века, диета охотников-собирателей) — современный подход к питанию, состоящий в основном из потребления продуктов из растений и животных, и основанный на предположительном древнем питании людей во время палеолита — исторического периода продолжительностью в 2,5 миллиона лет, закончившегося 10 тысяч лет назад.
Современная палеолитическая диета состоит из еды, доступной в наши дни и включает в себя рыбу, мясо и птицу предпочтительно травяного откорма, овощи, фрукты, корневища и орехи. При этом она исключает зёрна, молочные продукты, бобовые, сахар и обработанные масла.

## История
Идея палеолитической диеты появилась у гастроэнтеролога Уолтера Л. Воегтлина в книге 1975 года. В 1985 году получила дальнейшее развитие у Стэнли Бойда Итона и Мелвина Коннера и популяризировалась Лореном Кордейном в его книге 2002 года «The Paleo Diet». Наравне с «Палео диетой», торговая марка которой принадлежит Кордейну, используются термины «диета пещерного человека» и «диета каменного века».
В 2012 году палеолитическая диета была описана как один из «главных трендов» в диетах, основываясь на популярности книг о ней; в 2013 году диета стала наиболее популярным методом потери веса в Google.
В 2015 году мета-анализ влияния палеолитической диеты пришёл к выводу о «больших краткосрочных улучшениях компонентов метаболического синдрома, чем от контрольных диет, основанных на рекомендациях».
Как и многие другие диеты, палео-диета продвигается некоторыми[кем?], заявляя о её природности и изложением теорий заговора о том, как исследования в области питания, которые не поддерживают предполагаемые преимущества палео-диеты, контролируются злонамеренной пищевой промышленностью.

## Критика
Рацион охотников-собирателей, живших в разных природных условиях, явно был различным. Нельзя категорично утверждать, что охотники-собиратели не употребляли в пищу злаки. Кроме того, после того, как
люди освоили земледелие и скотоводство, в их организмах также произошли изменения (например, сохранение переносимости лактозы во взрослом возрасте появилось с распространением гена толерантности к лактозе уже после того, как люди стали разводить животных, дающих молоко).
Британская диетическая ассоциация назвала палеолитическую диету худшей диетой 2015 года, одобренной знаменитостями. По её мнению, это «несбалансированная, отнимающая много времени и социально изолированная диета» и «верный способ развить недостаток питательных веществ».
Давид Кац и Стефани Меллер считают, что у палеолитической диеты есть частичное «научное обоснование» на антропологической основе, но существует сравнительно мало свидетельств, подтверждающих пользу её для здоровья, в сравнении с другими современными диетами.
Согласно мнению Джея Ольшанского и Брюса Карнса, «нет ни убедительных доказательств, ни научной логики, подтверждающих утверждение, что соблюдение диеты палеолита обеспечивает долговременную пользу».
U.S. News & World Report с участием группы экспертов, составили оценку диеты на основе ряда факторов, в том числе здоровья, потери веса и простоты. В 2013 и 2014 годах заняла последнее место из различных диет, вместе с Диетой Дюкана.
Не существует доказательств, что палеодиета эффективна в лечении воспалительных болезней кишечника.